# Jukivka, Kulîkivka
Jukivka (în ucraineană Жуківка) este o comună în raionul Kulîkivka, regiunea Cernihiv, Ucraina, formată numai din satul de reședință.

## Demografie
Componența lingvistică a comunei Jukivka
     Ucraineană (98,4%)
     Rusă (1,04%)
     Alte limbi (0,16%)
Conform recensământului din 2001, majoritatea populației comunei Jukivka era vorbitoare de ucraineană (98,4%), existând în minoritate și vorbitori de rusă (1,04%).